# Ը

Ըとը

筆記体

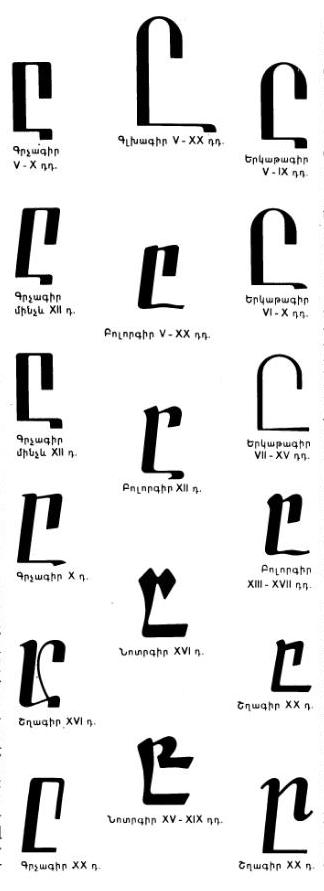
Ըとըの様々な書体

Ը, ը（アルメニア語: ըթ、発音はət）は、アルメニア文字の8番目の文字である。405年ごろにメスロプ・マシュトツによって作成されたと見られる。

## 使用
東アルメニア語・西アルメニア語では中舌中央母音[ə]（曖昧母音のシュワー）を表す。ラテン文字化する時は「Ə」と記す。記数法では8を表す。
この文字は語頭か語末にしか来ないため、複合語以外の場合は語中にシュワーの発音があっても表記せず、子音連続（多重子音）の形で書く（փրկել [pʰəɾˈkɛl]、մնալ [mənal]など）。また、文法上でこの文字には後置の定冠詞の役割があり、主に閉音節の後に付けられる（գիրք → գիրքը、ծառեր → ծառերըなど）。

## 書体

## 符号位置
| 文字 | Unicode | JIS X 0213 | 文字参照        | 備考 |
| ---- | ------- | ---------- | --------------- | ---- |
| Ը    | U+0538  | -          | &#x538; &#1336; |      |
| ը    | U+0568  | -          | &#x568; &#1384; |      |